# Mobiloma
El mobiloma és el total d'elements mòbils genètics en un genoma. En eucariotes, els que tenen més pes són els que només es poden moure dintre del genoma com els transposons. En procariotes, en canvi, els elements mòbils genètics més importants del mobiloma són els que es poden moure entre genomes com els profags i els plasmidis.
En els virus, han estat identificades algunes categories d'elements genètics mòbils.